# Wybory pięcioprzymiotnikowe
Wybory pięcioprzymiotnikowe – pojęcie używane w polskiej politologii.

## Cechy wyborów pięcioprzymiotnikowych
- zasada tajności głosowania – głosujący nie podpisują się na kartach wyborczych,
- zasada bezpośredniości – wyborcy osobiście biorą udział w głosowaniu,
- zasada równości – każda osoba głosująca może oddać jeden głos,
- zasada powszechności – prawo wyborcze posiada każda osoba spełniająca cenzus wiekowy oraz cenzus obywatelstwa, a także, w przypadku biernego prawa wyborczego, osoba niebędąca skazana wyrokiem prawomocnym,
- zasada proporcjonalności – każda z partii otrzymuje mandaty w stosunku proporcjonalnym do liczby uzyskanych głosów[1].

## Wybory pięcioprzymiotnikowe w Konstytucji Rzeczypospolitej Polskiej
Konstytucja Rzeczypospolitej Polskiej stanowi, iż „wybory do Sejmu są powszechne, równe, bezpośrednie i proporcjonalne oraz odbywają się w głosowaniu tajnym”, są więc pięcioprzymiotnikowe.
Wybory do Senatu RP „są powszechne, bezpośrednie i odbywają się w głosowaniu tajnym”. Wyboru senatorów dokonuje się według zasady większościowej, nie ma więc formalnego zastosowania zasada proporcjonalności.